# Pointe-Noire (Guadeloupe)
Pointe-Noire is een gemeente in Guadeloupe, op het eiland Basse-Terre, en telt 6.031 inwoners (2019). De oppervlakte bedraagt 60 km². Het ligt ongeveer 27 km ten noorden van de hoofdstad Basse-Terre.

## Overzicht
Pointe-Noire was een geïsoleerd gebied met koffieplantages waar zich smokkelaars ophielden. In 1715 leverden de plantagehouders verzet tegen de invoering van een belasting op het aantal slaven. In 1967 werd het verbonden met de rest van Guadeloupe door de aanleg van Route de la Traversée. Pointe-Noire is een vissersdorp gebleven met kleine kleurrijke huizen in Creoolse stijl.

## Galerij

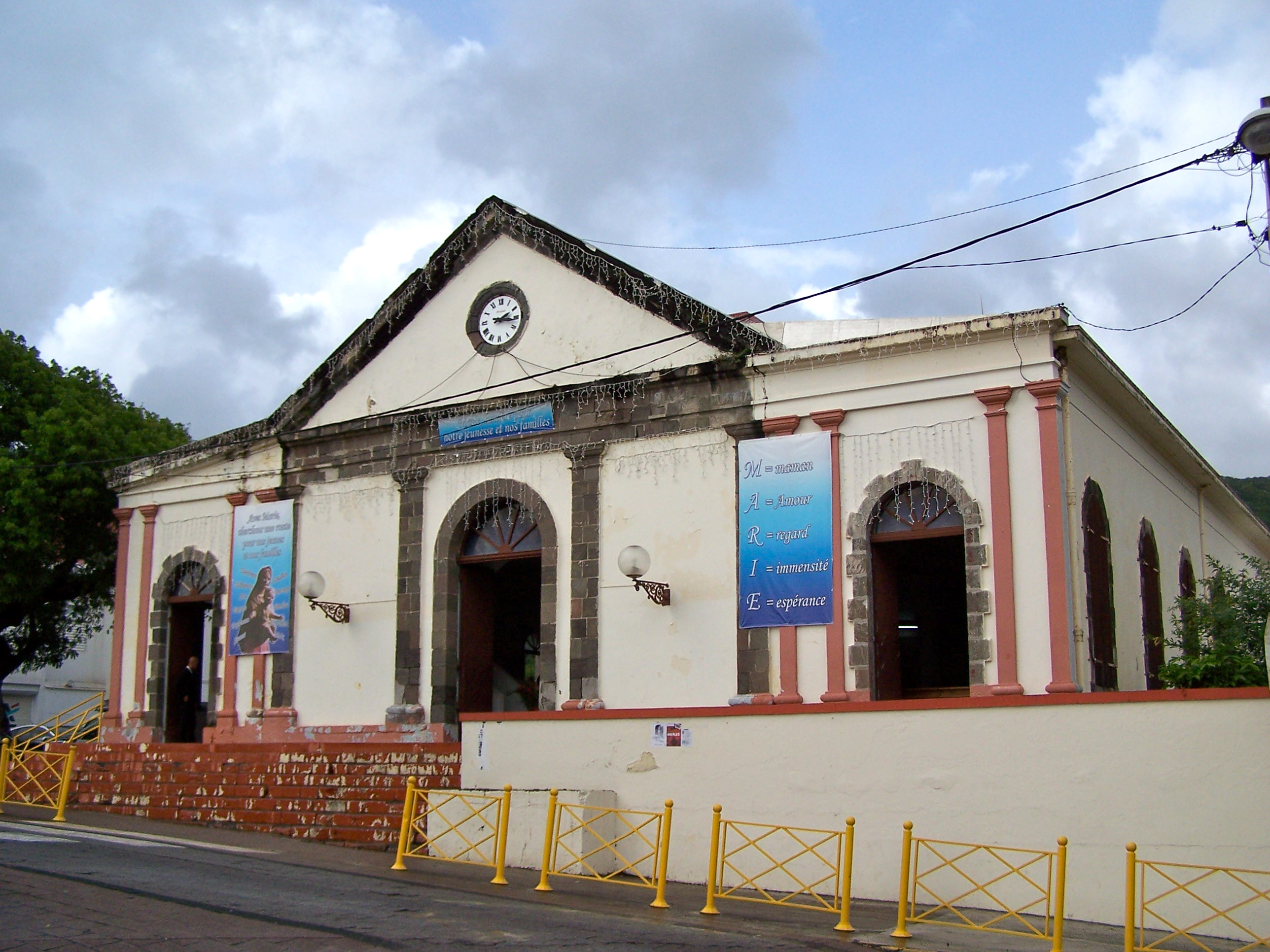
Onze-Lieve-Vrouw-Hemelvaartkerk
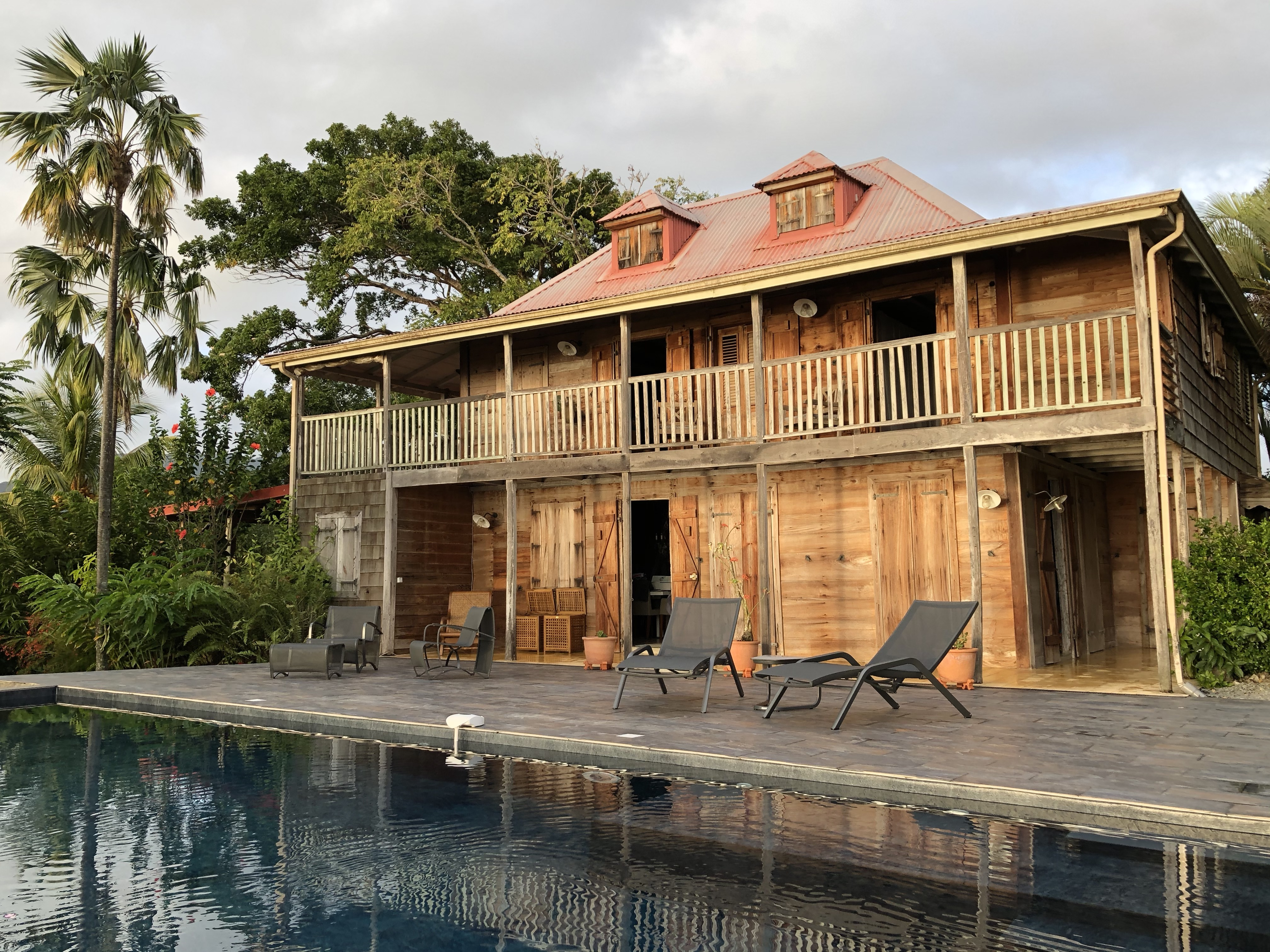
Voormalige koffieplantage Beauséjour
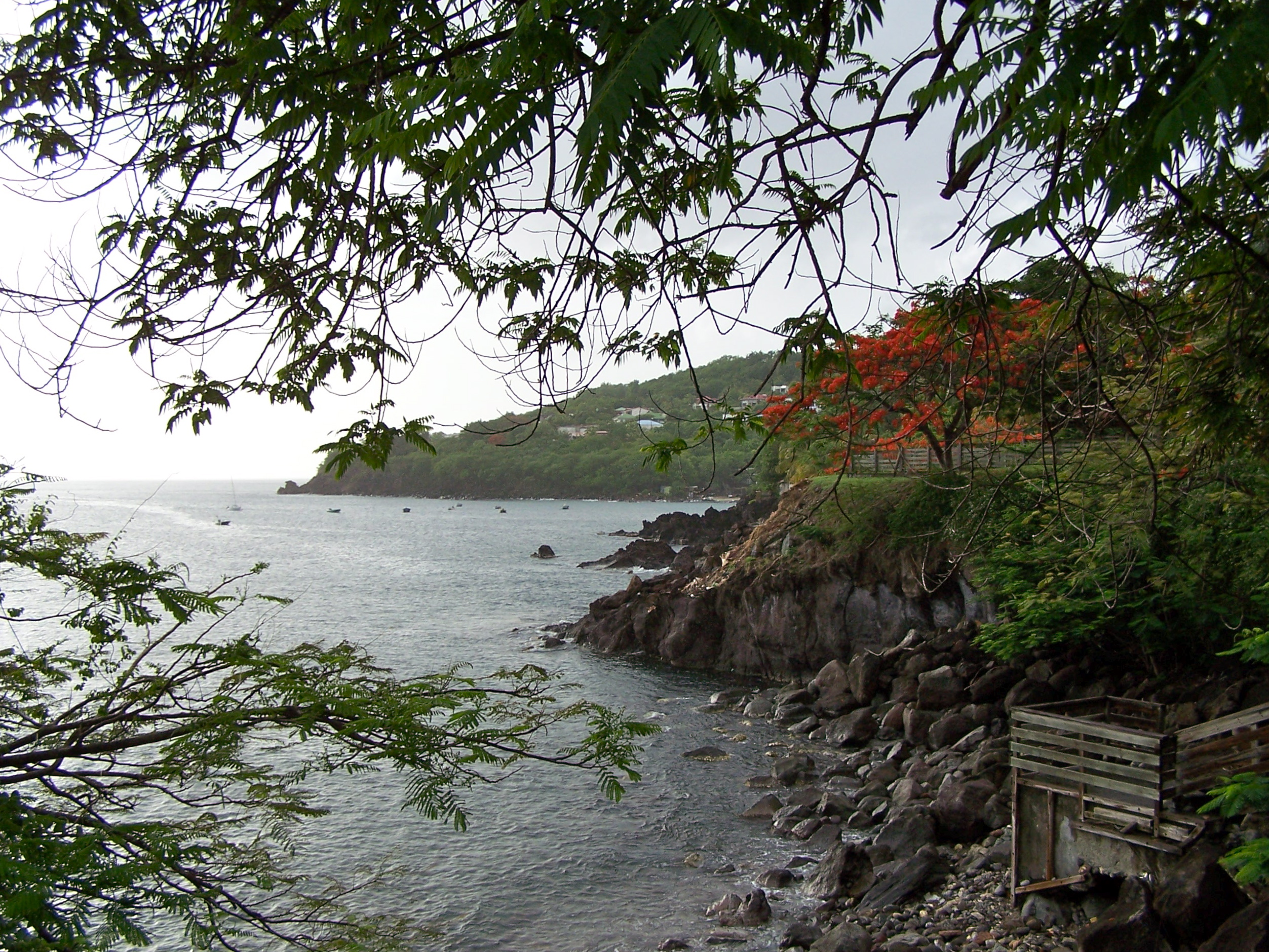
Kust bij Pointe Cimétière Cato
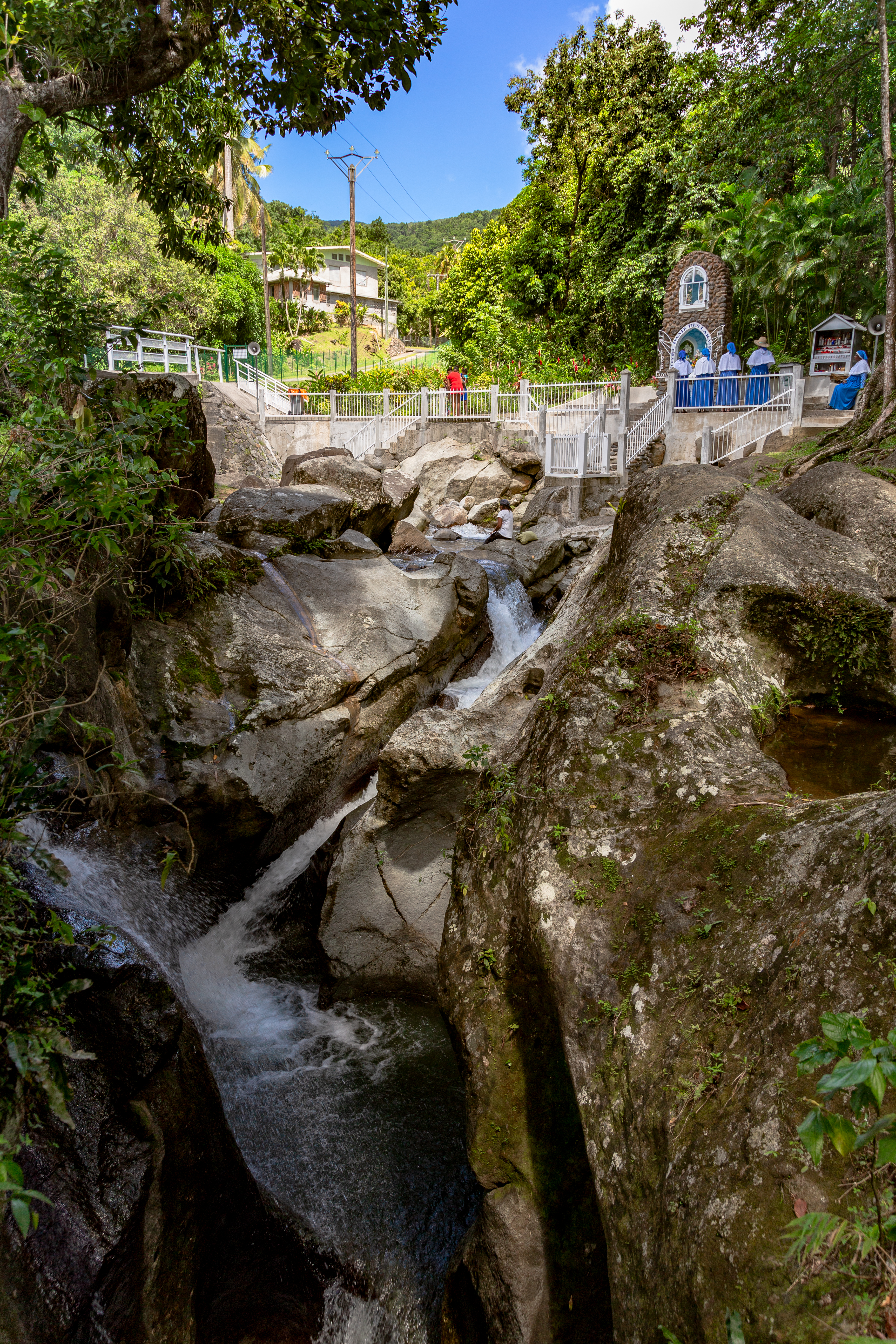
Notre Dame des Larmes

- MusicBrainz: a4e2b8ab-adca-41d1-8190-27658ed01382

Les Abymes · Anse-Bertrand · Baie-Mahault · Baillif · Basse-Terre · Bouillante · Capesterre-Belle-Eau · Capesterre-de-Marie-Galante · Deshaies · La Désirade · Le Gosier · Gourbeyre · Goyave · Grand-Bourg · Lamentin · Morne-à-l'Eau · Le Moule · Petit-Bourg · Petit-Canal · Pointe-à-Pitre · Pointe-Noire · Port-Louis · Saint-Claude · Sainte-Anne · Sainte-Rose · Saint-François · Saint-Louis · Terre-de-Bas · Terre-de-Haut · Trois-Rivières · Vieux-Fort · Vieux-Habitants